# Stukas
Stukas är en nazitysk propaganda- och krigsfilm från 1941 i regi av Karl Ritter och med Carl Raddatz i huvudrollen. Filmen handlar om tre flygdivisioner av Luftwaffe Stuka-piloter.

## Rollista (i urval)
- Carl Raddatz – Hauptmann Heinz Bork
- Hannes Stelzer – Oberleutnant Hans Wilde
- Ernst von Klipstein – Oberleutnant "Patzer" von Bomberg
- Albert Hehn – Oberleutnant Hesse
- Herbert Wilk – Oberleutnant Günter Schwarz
- O.E. Hasse – Oberarzt Dr. Gregorius
- Karl John – Oberleutnant Lothar Loos
- Else Knott – Krankenschwester Ursula
- Marina von Ditmar – Junge Französin
- Egon Müller-Franken – Oberleutnant Jordan
- Günther Markert – Oberleutnant Hellmers
- Josef Dahmen – Feldwebel Traugott
- Erich Stelmecke – Feldwebel Rochus
- Georg Thomalla – Unteroffizier Matz
- Heinz Wemper – Oberwerkmeister Heinze
- Lutz Götz – Stabsfeldwebel Niederegger
- Beppo Brem – Oberfeldwebel Putzenlechner
- Fritz Wagner – Feldwebel Franz
- Karl Münch – Bordfunker
- Adolf Fischer – Feldwebel Fritz
- Johannes Schütz – Leutnant "Küken" Prack

## Vidare information
- "Hitler and the Wagner Clan", Wagner—Forging the Ring, dokumentär på BBC Four 9 mars 2007: inkluderar Bayreuthepisoden med engelsk textning.
- Daniel Gethmann. Das Narvik-Projekt: Film und Krieg. Literatur und Wirklichkeit 29. Bonn: Bouvier, 1998. ISBN 9783416027786 (tyska): utförlig behandling av de krigsfilmer som skapades av Ritter och Veit Harlan